# Mponeng
Mponeng est une mine souterraine d'or située en Afrique du Sud. C'est l'une des plus grandes mines d'or du monde produisant 18,5 tonnes d'or par an. Elle est exploitée par la compagnie minière AngloGold Ashanti, deuxième société aurifère d'Afrique du Sud et la quatrième au monde, derrière la canadienne Barrick Gold, l'américaine Newmont Mining, et la sud-africaine Goldfields.
Mponeng est la quatrième des mines d'or d'Afrique du Sud, derrière Driefontein, qui produit 35,7 tonnes d'or par an et Kloof, qui extrait 28 à 29 tonnes d'or par an, toutes les deux appartenant elles à Goldfields, le principal rival d'AngloGold Ashanti. La troisième mine d'or d'Afrique du Sud, Noligwa, appartient comme Mpoleng à AngloGold Ashanti.
Avec une profondeur de 3 891 mètres sous le niveau de référence et de 2 062 mètres sous le niveau de la mer, la mine est la plus profonde du monde,.

## Conditions physiques
La température de la roche atteint 66 °C, et de la glace pillée est pompée sous terre pour refroidir l'air du tunnel en dessous de 30 °C. Un mélange de béton, d'eau et de roche est tassé dans des zones excavées, lequel en outre a une fonction d'isolant. Les parois du tunnel sont fixées par du béton projeté flexible renforcé de fibres d'acier, le tout maintenu en place par un filet à mailles losangées.
En 2008, des chercheurs à la recherche d'organismes extrêmophiles ont découvert la bactérie Desulforudis audaxviator présente dans des échantillons d'eau souterraine à des kilomètres de profondeur de la mine.